# Frontière entre l'Allemagne et la Tchéquie
La frontière entre l'Allemagne et la Tchéquie est la frontière internationale et terrestre séparant ces deux pays, membres de l'Union européenne. C'est l'une des frontières intérieures de l'espace Schengen.

## Description
Son tracé débute à l'est par le tripoint situé à une dizaine de mètres de la rive gauche de la rivière Neisse au sud de la ville allemande de Zittau, point d'intersection des germano-polonaise et tchéco-polonaise.
De là, elle prend une direction sud-ouest utilisant la ligne de crête des monts Métallifères jusqu'à un point situé à environ 500 mètres au sud-est du village de Mittelhammer (localité de la commune de Regnitzlosau, en Bavière). Avant la réunification allemande en 1989, celui-ci constituait le tripoint RFA/RDA/Tchécoslovaquie.
De Mittelhammer, la frontière prend alors la direction sud-est, parcourant la crête des forêts du Haut-Palatinat et de Bohême, jusqu'au tripoint formé avec les frontières germano-autrichienne et austro-tchèque, situé à la lisière du parc national de Šumava.

## Histoire
Durant l’existence de la Troisième République tchécoslovaque, puis de la République socialiste tchécoslovaque (entre 1945 et 1989), dont la République tchèque était l’une des composantes, cette dernière portion de frontière faisait partie du rideau de fer qui fut démantelé lors de la chute des régimes communistes du Bloc de l’Est.
Durant la guerre froide, la frontière, qui délimitait alors la Tchécoslovaquie de l'Allemagne de l'Ouest (République fédérale d'Allemagne, RFA) et de l'Autriche, fut constamment renforcée par des barbelés et des miradors tout comme la frontière intérieure allemande. Ces fortifications seront supprimées en décembre 1989. Contrairement aux deux Allemagnes, il y eut relativement très peu d'incidents près de la frontière tout au long de son existence.